# پرندگان آزاد (فیلم)
پرندگان آزاد (به اسپانیایی: Plumíferos) یک فیلم انیمیشن آرژانتینی به کارگردانی دنیل د فلیپو است. این انیمیشن در ۲۶ مهر ۱۳۹۰ منتشر شده است.

## خلاصه داستان
پرنده‌ای کوچک در بین دوستان خود هیچ دوست صمیمی ندارد. او فکر می‌کند دلیل این اتفاق زشت بودن اوست. یک روز به طور اتفاقی بدن او رنگ می‌شود و احساس می‌کند با این تغییر رنگ زیباتر شده است و ...